# 帕特里克·曼宁

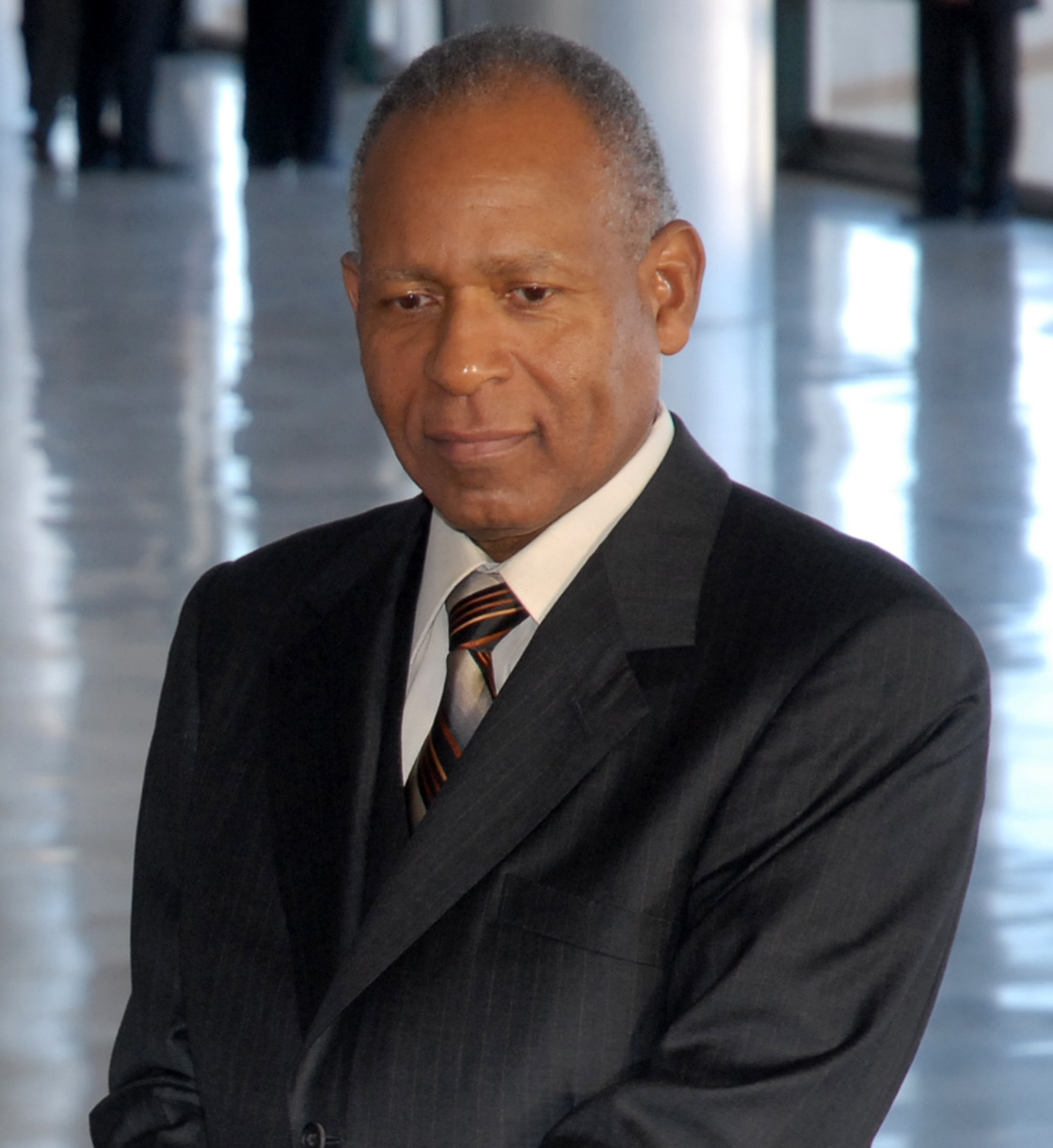
帕特里克·曼宁

帕特里克·奥古斯都·默文·曼宁（英語：Patrick Augustus Mervyn Manning，1946年8月17日—2016年7月2日），生于特立尼达和多巴哥的圣费尔南多，1991年－1995年，2001年－2010年間擔任該國总理。
2001年12月提前大选後，被总统再次任命为总理，2010年大選落敗後下台。
1986年－2010年是人民民族運動黨領導人。
2016年，他因急性骨髓性白血病，病逝於聖費南多總醫院（San Fernando General Hospital）。